# Sphaerotrochalus matabelensis
Sphaerotrochalus matabelensis är en skalbaggsart som beskrevs av Moser 1921. Sphaerotrochalus matabelensis ingår i släktet Sphaerotrochalus och familjen Melolonthidae. Inga underarter finns listade i Catalogue of Life.